# Tiro ai Giochi della XV Olimpiade - Fossa olimpica
La competizione della fossa olimpica di tiro a volo ai Giochi della XV Olimpiade si è svolta i giorni 25 e 26 agosto 1952 a Huopalahti.

## Risultati
| Pos.    | Concorrente            | Nazione          | Serie tiri | Serie tiri | Punti |
| Pos.    | Concorrente            | Nazione          | 1ª         | 2ª         | Punti |
| ------- | ---------------------- | ---------------- | ---------- | ---------- | ----- |
| Oro     | George Genereux        | Canada           | 95         | 97         | 192   |
| Argento | Knut Holmqvist         | Svezia           | 95         | 96         | 191   |
| Bronzo  | Hans Liljedahl         | Svezia           | 96         | 94         | 190   |
| 4       | František Čapek        | Cecoslovacchia   | 95         | 93         | 188   |
| 5       | Konrad Huber           | Finlandia        | 93         | 95         | 188   |
| 6       | Ioannis Koutsis        | Grecia           | 90         | 97         | 187   |
| 7       | Galliano Rossini       | Italia           | 94         | 93         | 187   |
| 8       | Italo Bellini          | Italia           | 89         | 97         | 186   |
| 9       | Józef Kiszkurno        | Polonia          | 92         | 93         | 185   |
| 10      | Ivan Isayev            | Unione Sovietica | 91         | 94         | 185   |
| 11      | Hans Aasnæs            | Norvegia         | 96         | 89         | 185   |
| 12      | Seifollah Ghaleb       | Egitto           | 91         | 93         | 184   |
| 13      | Roy Gilmour Cole       | Canada           | 94         | 90         | 184   |
| 14      | Enoch Jenkins          | Gran Bretagna    | 89         | 94         | 183   |
| 15      | Yury Nikandrov         | Unione Sovietica | 92         | 91         | 183   |
| 16      | Ivan Ivanov            | Bulgaria         | 92         | 90         | 182   |
| 17      | Youssef Fares          | Egitto           | 87         | 94         | 181   |
| 18      | André Taupin           | Francia          | 88         | 93         | 181   |
| 19      | Igor Treybal           | Cecoslovacchia   | 87         | 94         | 181   |
| 20      | Olgierd Darżynkiewicz  | Polonia          | 88         | 93         | 181   |
| 21      | Albert Fichefet        | Belgio           | 90         | 88         | 178   |
| 22      | Ladislaus Szapáry      | Austria          | 87         | 91         | 178   |
| 23      | Kurt Schöbel           | Germania         | 86         | 89         | 175   |
| 24      | Panagiotis Linardakis  | Grecia           | 84         | 91         | 175   |
| 25      | Juan de Giacomo        | Argentina        | 87         | 88         | 175   |
| 26      | Claude Lagarde         | Francia          | 88         | 85         | 173   |
| 27      | Rafael de Juan         | Spagna           | 82         | 91         | 173   |
| 28      | Gaston Van Roy         | Belgio           | 78         | 91         | 169   |
| 29      | Sven-Erik Rosenlew     | Finlandia        | 83         | 85         | 168   |
| 30      | Khristo Shopov         | Bulgaria         | 82         | 86         | 168   |
| 31      | Allan Christensen      | Danimarca        | 81         | 84         | 165   |
| 32      | Georges Robini         | Monaco           | 80         | 85         | 165   |
| 33      | Antonio Vega           | Spagna           | 80         | 84         | 164   |
| 34      | Louis Cavalli          | Svizzera         | 83         | 76         | 159   |
| 35      | Charles Lucas          | Gran Bretagna    | 79         | 80         | 159   |
| 36      | Pierre-André Flückiger | Svizzera         | 83         | 76         | 159   |
| 37      | Svein Helling          | Norvegia         | 92         | 56         | 148   |
| 38      | Marcel Rué             | Monaco           | 76         | 70         | 146   |
| 39      | José Ángel Galiñanes   | Porto Rico       | 53         | 64         | 117   |
| 40      | Fulvio Rocchi          | Argentina        | 75         | 34         | 109   |